# Экспанзит
Экспанзит — органический теплоизоляционный материал. Изготавливается из пробковой крошки прессованием при нагревании. Единая структура образуется за счёт собственных смолистых веществ крошки.
Материал выпускается в виде плит толщиной от 10 до 120 мм. Теплопроводность не более 0,058 Вт/(м·К). Плотность 180 кг/м³.
Используется для теплоизоляции объектов температурой не выше 100 °C. Применяется в холодильной технике, строительстве, судостроении.